# Schránkovci
Schránkovci (Conchifera) jsou měkkýši, jejichž tělo není kryté kutikulou, ale je chráněno jednodílnou nebo dvoudílnou schránkou, která je produktem epidermis, přesněji pláště. Jinak ji však s tělem spojují jen svalové úpony. Schránka se skládá ze tří vrstev:
1. periostracum – tenká povrchová pigmentovaná vrstva z organické látky konchinu (chemicky je příbuzná s chitinem);
2. ostracum – porézní vrstva z CaCO3 se sloupkovitou strukturou;
3. hypostracum – aragonitová vrstva, je tvořena krystalickým CaCO3 se šupinkovou strukturou. U mnoha skupin je jen naznačena.

Za fylogeneticky výchozí typ se považuje jednodílná, jemně zahnutá rourovitá schránka, mírně se rozšiřující na tu stranu, kde z ní vystupovala noha, resp. ramena měkkýšů. Sekundárně dochází k postupnému zavinutí schránky do závitů a až terciárně k „překlopení“ vinutí na pravou nebo levou stranu, čili k laterální torzi (plži). Obdobný proces, ale bez laterální torze, pozorujeme při fylogenezi schránky u hlavonožců.

## Trávicí soustava
Trávicí soustava se začíná ústy s radulou, struhadlovitým jazýčkem. Radula může druhotně zaniknout (mlži), nebo je spolu s rohovinovou subradulární ploténkou přeměněna na útvar podobný zobáku papouška (hlavonožci). V ústní dutině jsou slinné žlázy, s často velmi kyselým sekretem, který může obsahovat i kyselinu sírovou. U dravých druhů, které se živí jinými měkkýši, slouží k rozpuštění jejich schránek. Následuje hltan (pharynx), jícen (oesophagus), endodermální žaludek (ventriculus) a střevo (ileum), které klikatě probíhá tělem – u plžů vstupuje i do ulity. Vnitřní plochu střeva zvětšuje tzv. závěs – typhlosolis. Anus v důsledku dorsální flexe nemá už nikdy terminální polohu (výjimkou je velmi starobylá a nepočetná skupina přílipkovců). Součástí trávicí soustavy je i hepatopankreas. Kromě sekrece působí jako zásobní orgán (ukládají se v něm tuky a glykogen) a probíhá v něm i resorpce strávené potravy. U některých býložravých druhů se u žaludku nachází zvláštní žláza – tzv. bílkovinný krystal, (bílkovinná tyčinka v žláznatém váčku) která produkuje trávicí enzymy.

## Nervová soustava
Nervová soustava je velmi specializovaná – žebříčková, nazýváme ji gangliová. Někdy je velmi rozvinutá (hlavonožci). Kromě hlavního mozkového ganglia v těle vznikají 2–5 párů periferních ganglií, které inervují nohu, žábry a další orgány (plži a mlži). Schránkovci již mají širší škálu receptorů – statocystu (v noze), 1–2 páry tykadel a oči, které mohou být ploché, jamkové, ale i komorové. U vodních skupin pozorujeme lupenovité senzorické přívěsky – osfradia (stavbou se podobají žábrám). Mlži mohou mít na okraji pláště i senzorické tykadélka – rhopalie.

## Oběhová soustava
Oběhová soustava je otevřená, u hlavonožců už polouzavřená. Hemolymfa obsahuje hemoglobin nebo hemocyanin (obsahuje měď). Větší část dýchacích plynů je však v hemolymfě a transportována obyčejným fyzikálním rozpuštěním. Dýchacími orgány jsou lupínková až vláskovité žábry (nazývané ktenídia), umístěné v blízkosti anu nebo po bocích pláště. U mlžů žaberní lupínky druhotně ztrácejí dýchací funkci a mění se na filtrační aparát na získávání planktonní potravy. Respirační funkci přebírá prokrvený plášť. U plicnatých plžů na dýchání slouží prokrvená výstelka plicního vaku, který vzniká z části plášťové dutiny. Na dýchání se vždy významně podílí i povrch těla, který je díky slizovitým žlázám stále vlhký.

## Systematika
Podkmen: schránkovci (Conchifera):
- Třída: přílipkovci (Monoplacophora)
- Třída: plži (Gastropoda)
- Třída: kelnatky (Scaphopoda)
- Třída: mlži (Lamellibranchia, Bivalvia)
- Třída: hlavonožci (Cephalopoda)
- Třída: chroustnatky (Polyplacophora)